# 藍景航空
藍景航空（Blue Panorama Airlines）是一間義大利的航空公司，成立於1998年 ，總部位於義大利羅馬省菲烏米奇諾，並以羅馬-菲烏米奇諾機場及米蘭-馬爾彭薩機場作為營運基地。

## 機隊

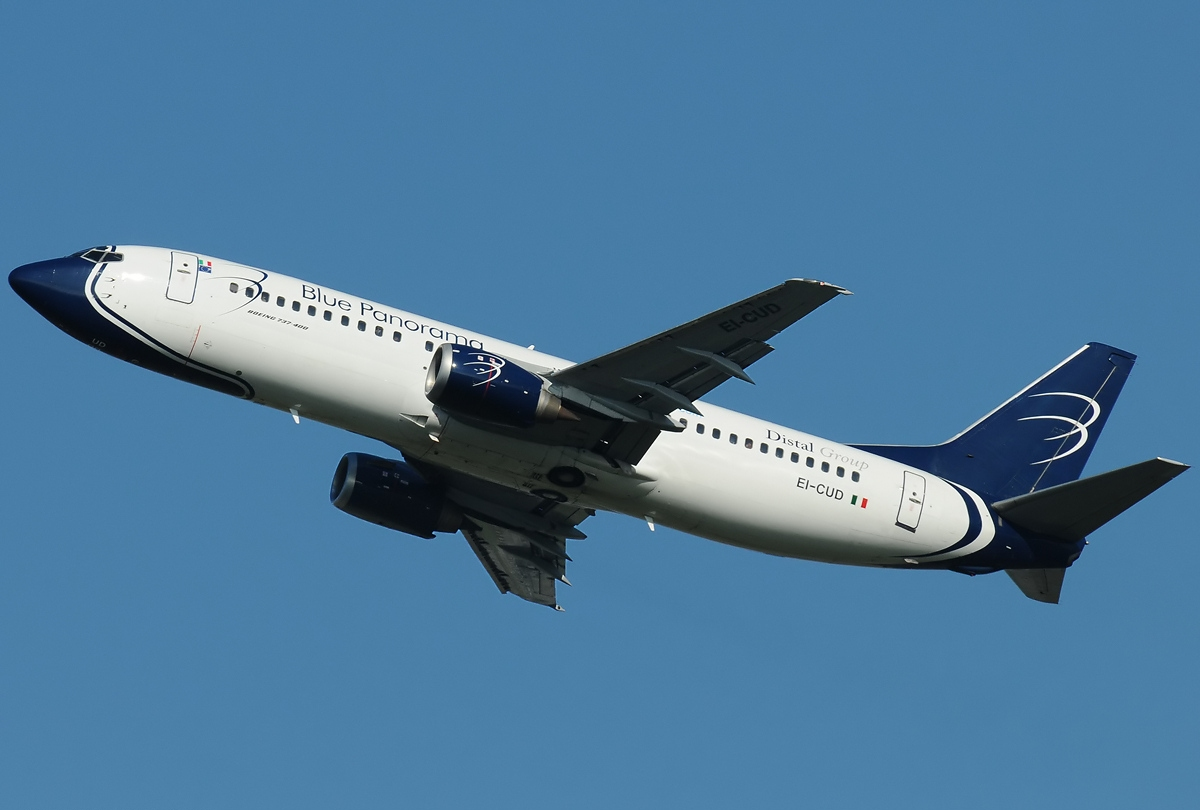
藍景航空Boeing 737客機

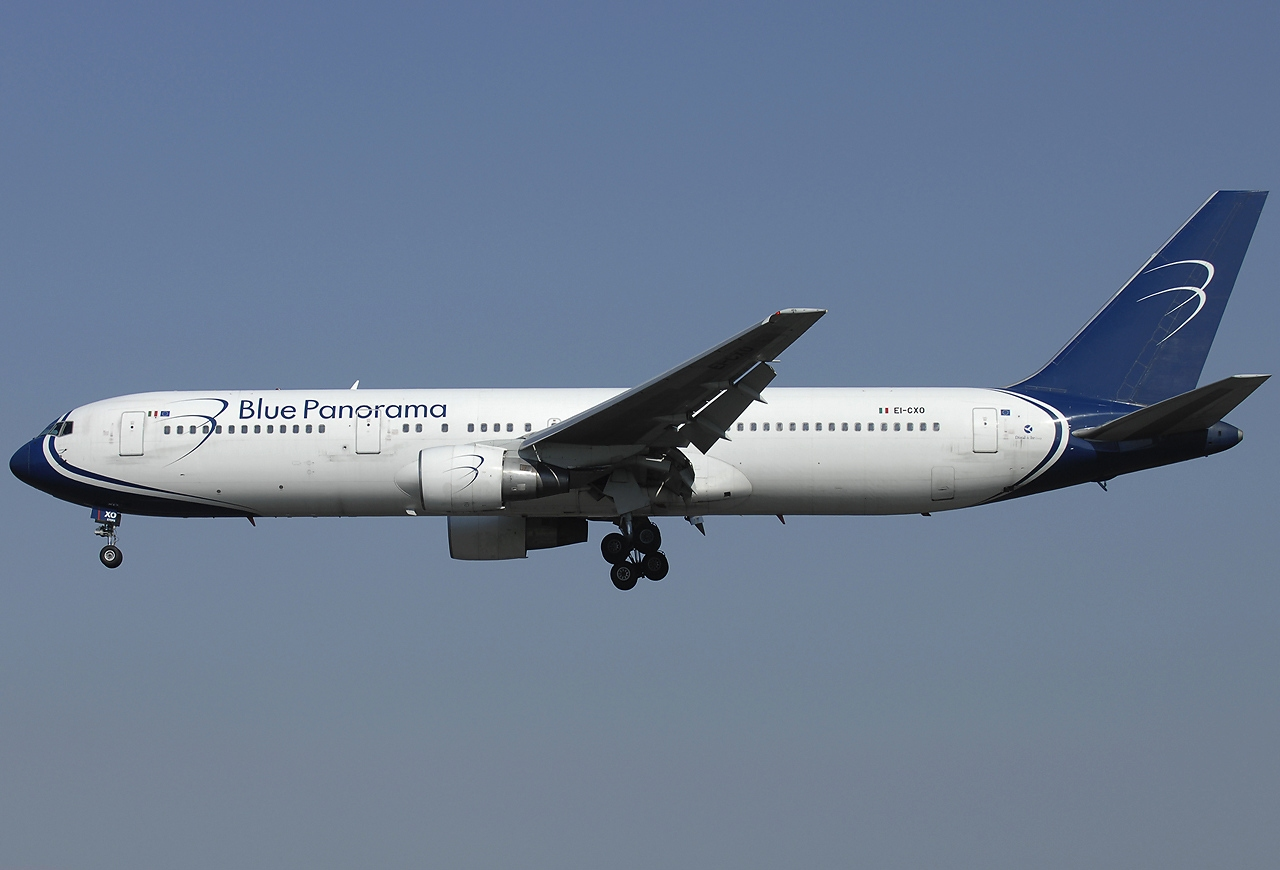
藍景航空Boeing 767-300ER客機

截至2016年7月，藍景航空機隊如下:

## 外部連結
维基共享资源上的相關多媒體資源：藍景航空
- 官方網站